# Rana Sanga
Maharana Sangram Singh (em hindi: महाराणा संग्राम सिंह; 12 de abril de 1484 — 17 de março de 1527) foi um membro do dos clãs patrilineares de Mewar, localizado no estado de Rajastão, o qual também governou seu distrito entre 1509 e 1527. Enfrentou os mogóis na batalha de Khanwa.